# Guémicourt
Guémicourt est une ancienne commune du département de la Somme, rattachée, par l'arrêté préfectoral du 26 octobre 1972 à la commune de Saint-Germain-sur-Bresle, le 1er janvier 1973, avec le statut de commune associée.

## Géographie
Le village est situé en bordure du département de la Somme. La Bresle en constitue la limite sud.

## Toponymie
La forme latinisée de Guimincort est employée en 1164 par Thierry, l'évêque d'Amiens, dans un cartulaire de Selincourt.

## Histoire
Le 9 août 1944, cinq soldats de la R. A. F. sont abattus par l'armée allemande. Ils reposent dans le cimetière.
Le 1er janvier 1973, la commune de Guémicourt est rattachée à celle de Saint-Germain-sur-Bresle sous le régime de la fusion-association.

## Politique et administration
| Période                                  | Période | Identité     | Étiquette | Qualité |
| ---------------------------------------- | ------- | ------------ | --------- | ------- |
|                                          |         | Xavier DUYCK |           |         |
| Les données manquantes sont à compléter. |         |              |           |         |

## Démographie
| 1911 | 1921 | 1926 | 1931 | 1936 | 1946 | 1954 | 1962 | 1968 |
| ---- | ---- | ---- | ---- | ---- | ---- | ---- | ---- | ---- |
| 27   | 16   | 14   | 25   | 22   | 23   | 24   | 20   | 24   |

## Lieux et monuments
- Un manoir du XVIe siècle : sa construction serait l’œuvre de la famille de Monsures qui détint la seigneurie de Guémicourt de 1501 à 1628. Ce manoir est composé de deux bâtiments reliés par une tour octogonale[4].
- Chapelle Sainte-Geneviève datée de plusieurs siècles. Citée en 1736, elle est rénovée en 2002 pour la célébration du culte et le baptême[5].

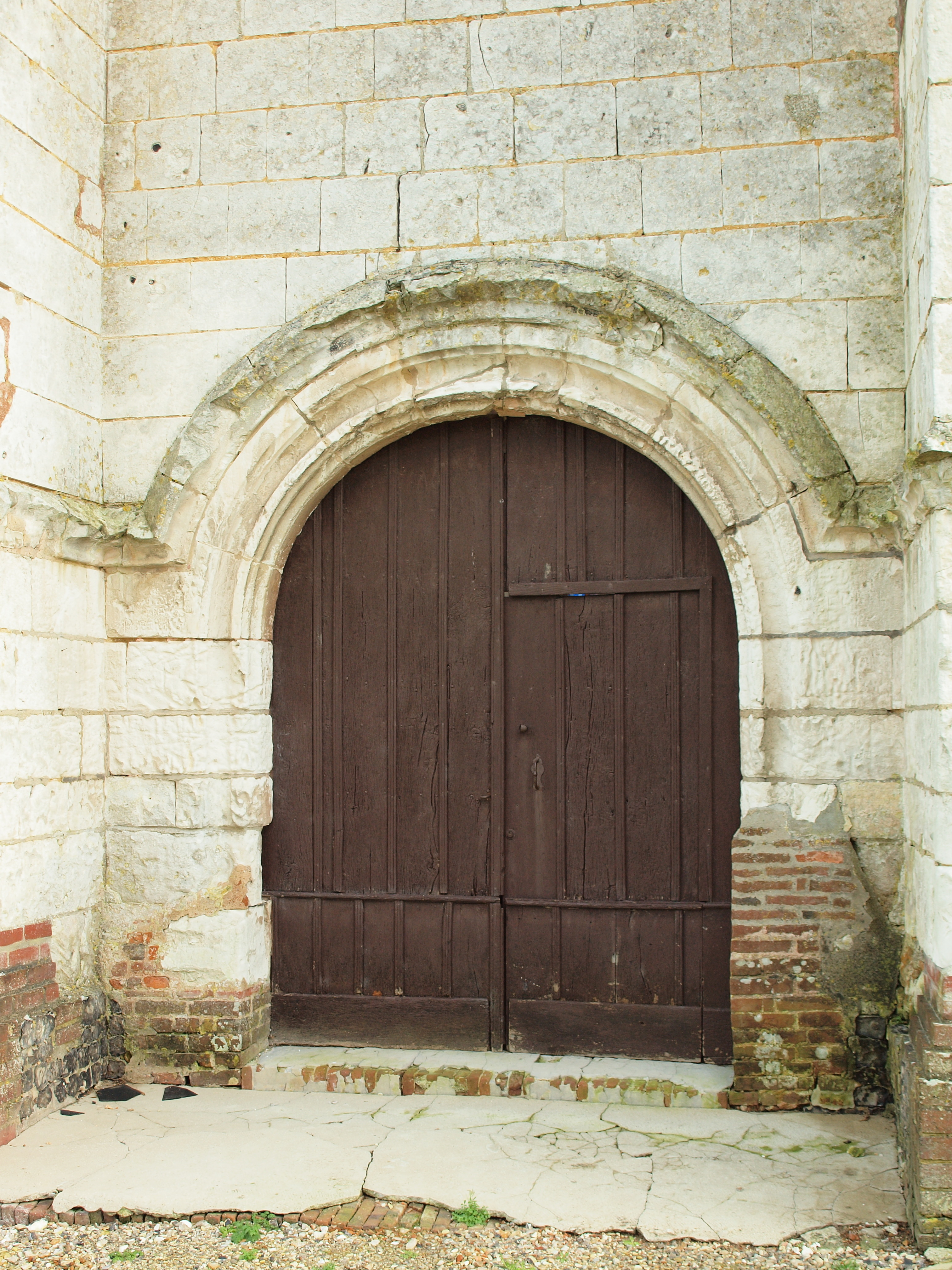
Portail de l'église.
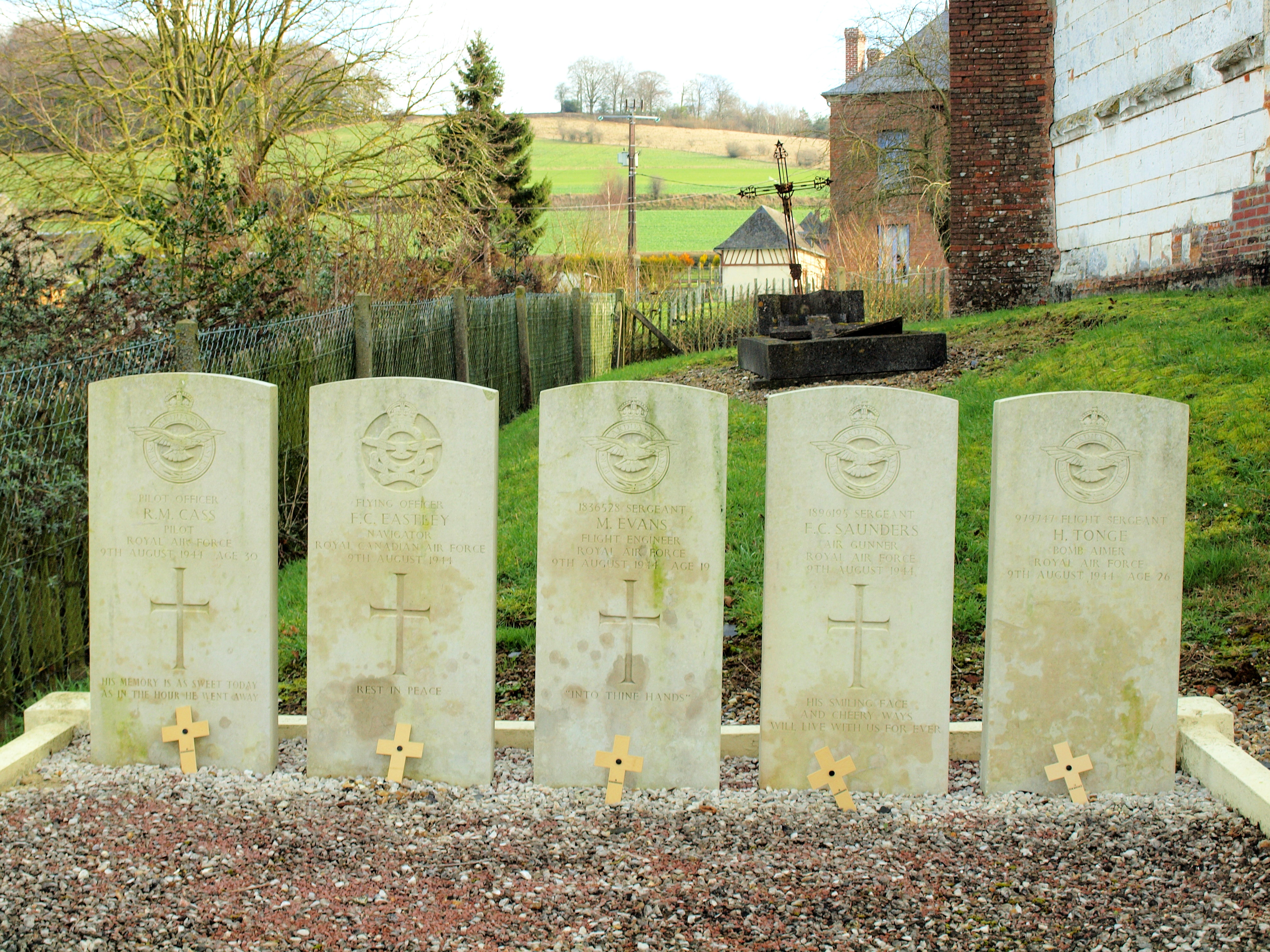
Tombes de soldats alliés.
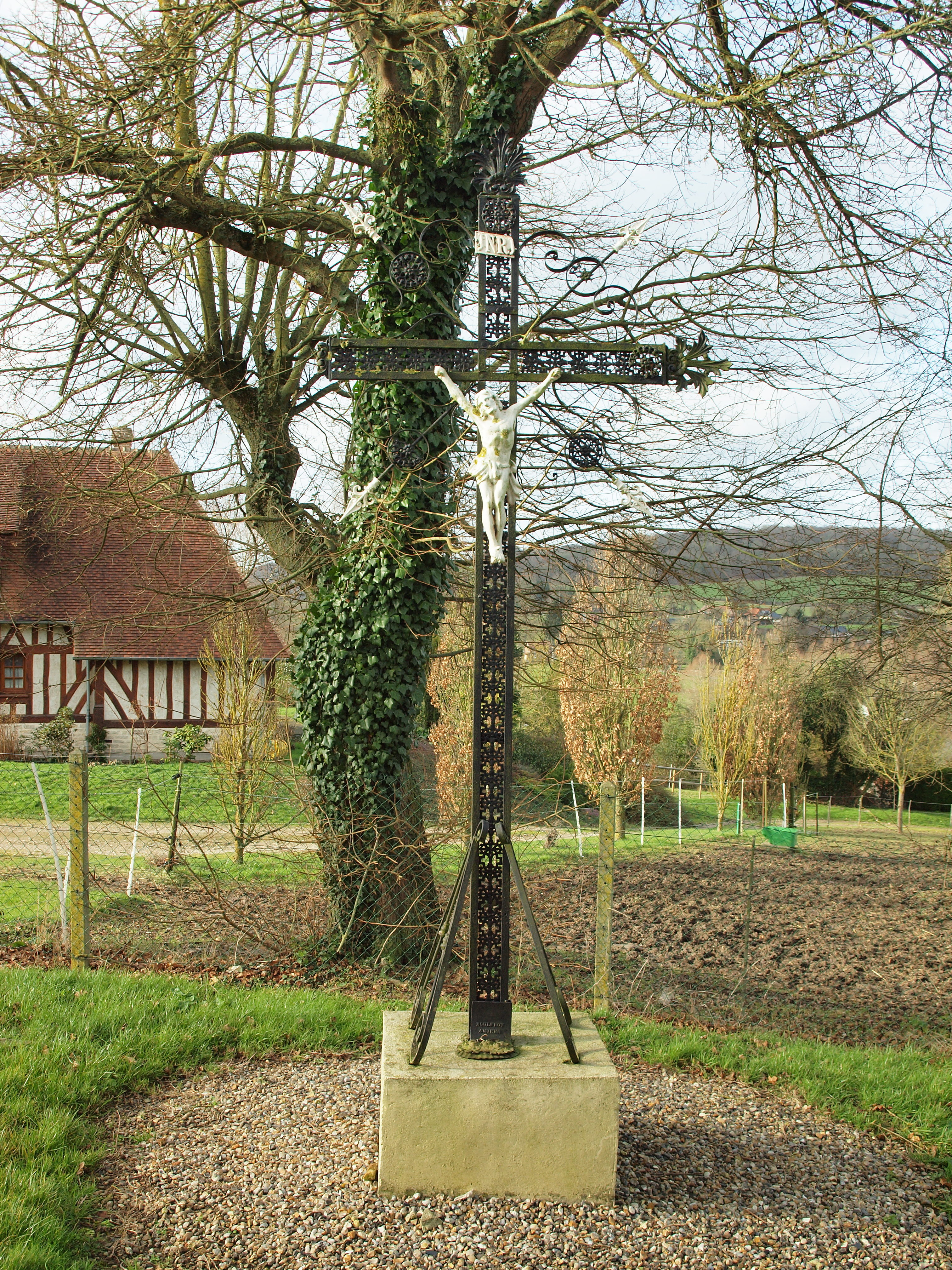
Calvaire.
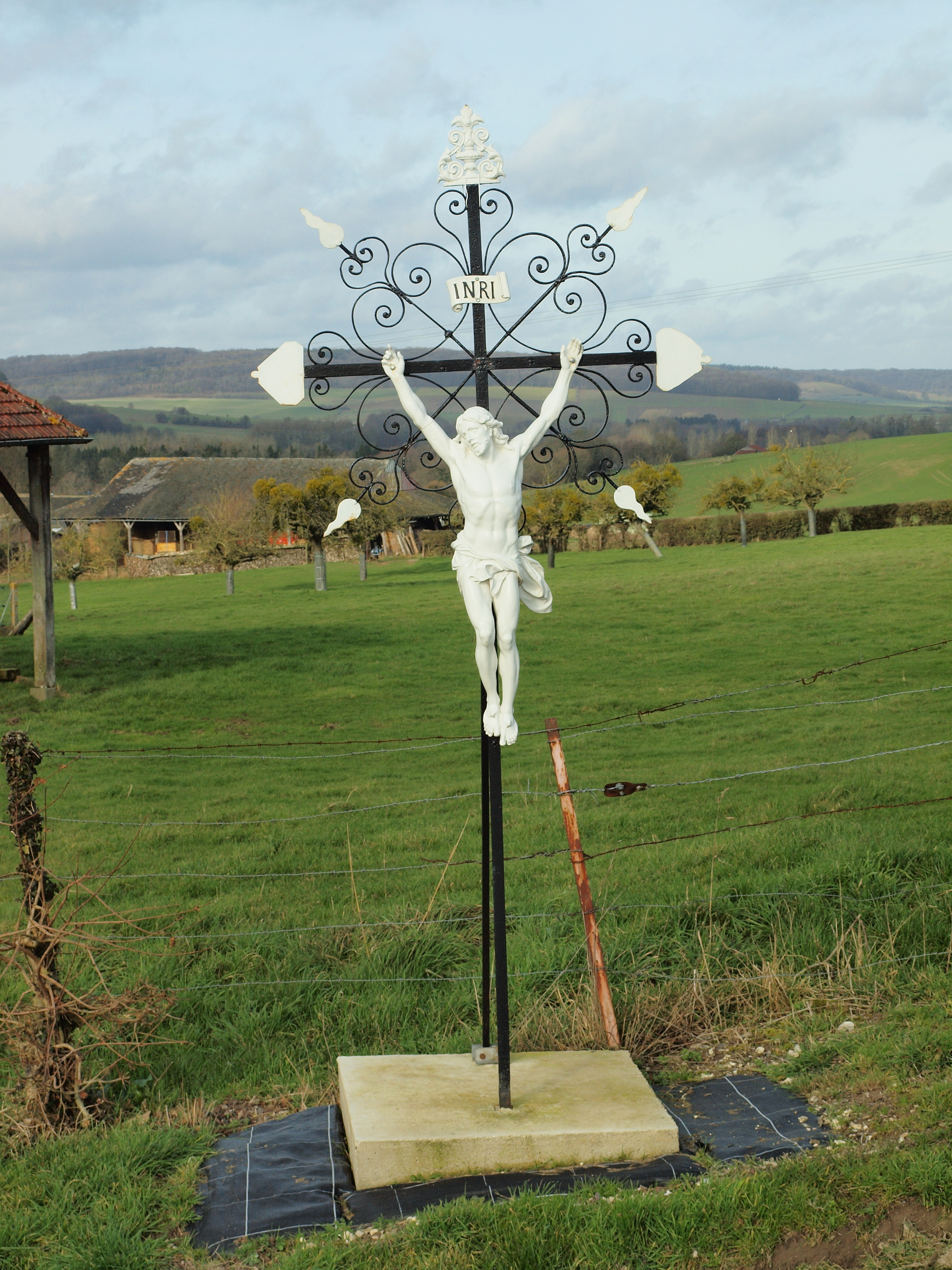
Croix de mission.
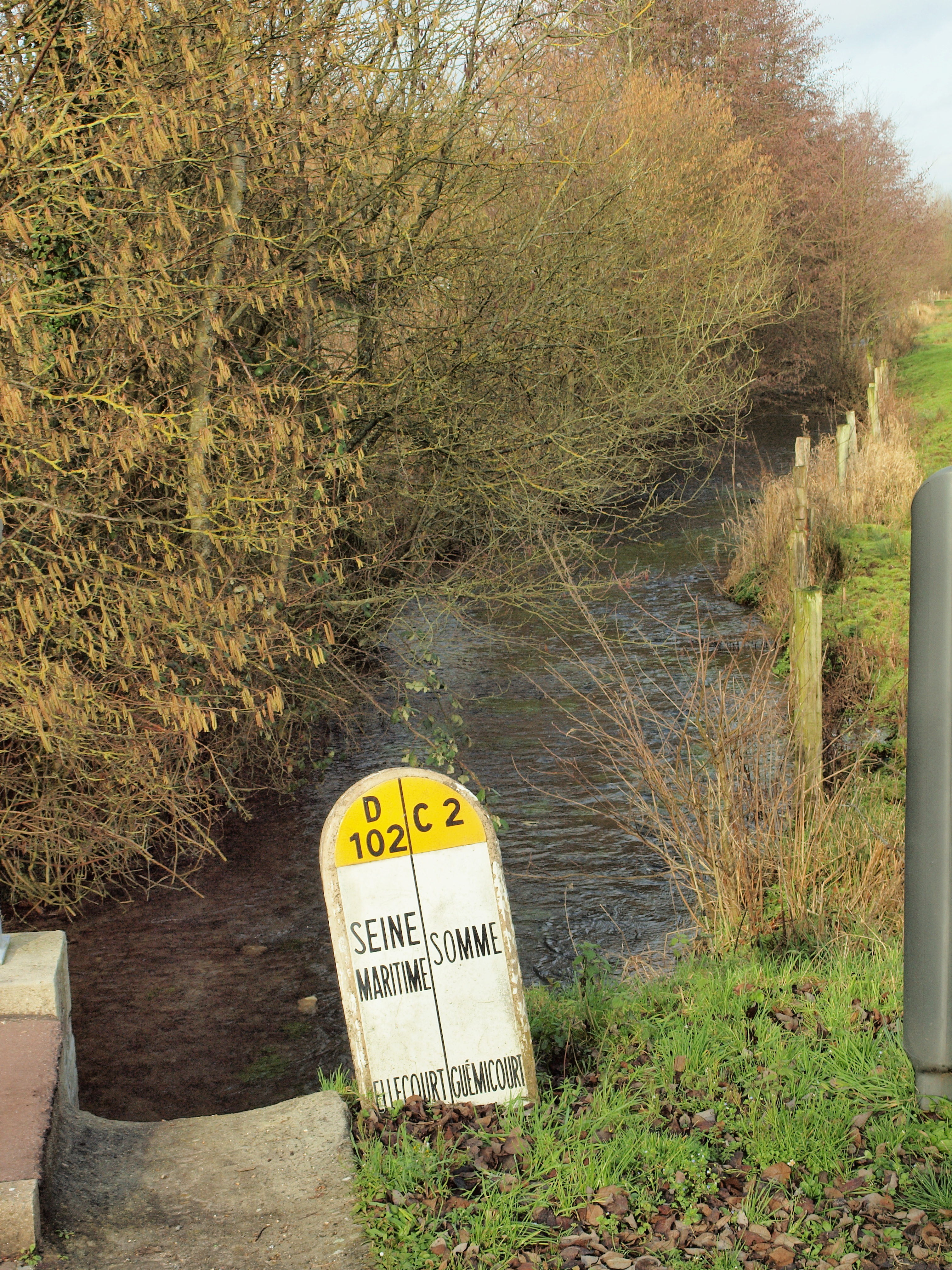
La Bresle à Guémicourt.